# Sói vàng châu Phi
Sói vàng châu Phi (Canis lupaster) là một loài chó hoang dã thuộc chi Canis, họ Canidae, bộ Carnivora. Phân bố tại Bắc Phi. Loài này thích nghi với cuộc sống sa mạc.